# Socialistična republika Slovenija
Socialistična republika Slovenija je bila ena od šestih konstitutivnih republik Socialistične federativne republike Jugoslavije. Obsegala je ozemlje današnje Republike Slovenije; na zahodu je mejila na Italijo, na severu na Avstrijo, na severovzhodu na Madžarsko, ter na jugu in vzhodu na SR Hrvaško v okviru SFRJ. SR Slovenija je bila gospodarsko najbolj razvit del SFRJ. 8. marca 1990 se je preimenovala v Republiko Slovenijo.